# Солдат Победы (мемориал)
«Мемориал „Солдат Победы“ погибшим воинам и участникам Великой Отечественной войны» — мемориальный комплекс, посвящённый памяти воинов погибших в годы Великой Отечественной войны в селе Бютяй-Юрдя, Бетюнского наслега, Намского улуса, Республики Саха (Якутия). Памятник истории регионального значения.

## Общая информация
После завершения Великой Отечественной войны в городах и сёлах республики Якутия стали активно возводить первые памятники и мемориалы, посвящённые павшим солдатам. Памятник «Солдату-победителю» в селе Бютяй-Юрдя — работа скульптора Агафангеля Ивановича Лукина, уроженца Бетюнского наслега, был создан в 1970 году. Мемориал расположен на территории администрации села Бютяй-Юрдя по ул. Н. Кириллина, 36.
В ознаменование 70-летия Великой Победы в 2015 году был благоустроен сквер, установлен фонтан. Местное население и гости села в этом культовом месте с удовольствием проводят своё свободное время. Ежегодно 9 мая возле памятника организуется торжественный митинг и парад всего населения.

## История
По архивным данным, в годы Великой Отечественной войны 89 человек Бетюнского наслега были призваны на фронт, из них 59 погибли и пропали без вести, 30 человек вернулись на Родину. Имена всех участников войны занесены на памятные таблички памятника.

## Описание памятника
Памятник представляет собой фронтальную композицию, которая состоит из скульптуры солдата и двух боковых стел. В центральной части установлена скульптура воина-якута в полный рост, одетого в военную форму с автоматом в руках. Двухступенчатый постамент выполнен из железобетона. Макет ордена Отечественной войны изготовлен из металлического листа. На монументе имеется памятная металлическая табличка с надписью на якутском языке «Слава на века воинам-землякам, погибшим на фронтах войны». По бокам расположены две бетонные стелы неправильной прямоугольной формы, на которых размещены по 6 металлических памятных табличек с именами 89 воинов-земляков, участников Великой Отечественной войны (1941—1945 гг.). Перед монументом установлена трехступенчатая бетонная лестница, а также объемная пятиконечная красная звезда — вечный огонь.
В соответствии с приказом Министерства культуры и духовного развития Республики Саха (Якутия) "О включении выявленного объекта культурного наследия «Мемориал „Солдат Победы“ погибшим воинам и участникам Великой Отечественной войны (1941—1945 гг.)», расположенного по адресу Республика Саха (Якутия), Намский улус (район), МО «Бетюнский наслег», с. Бютяй-Юрдя, ул. Н. Кириллина, 36," памятник внесён в реестр объектов культурного наследия народов Российской Федерации и охраняется государством.